# Antonín Rezek
Antonín Rezek, född 13 januari 1853 i Neuhaus i Böhmen, död 4 februari 1909 i Prag, var en tjeckisk historiker och politiker.
Rezek promoverades 1875 till filosofie doktor i Prag samt blev 1882 e.o. och 1888 ordinarie professor i österrikisk historia vid tjeckiska avdelningen av Karlsuniversitetet. Han blev 1896 ministerialråd och 1897 avdelningschef i österrikiska undervisningsministeriet samt var under perioden januari 1900 till juli 1903 minister utan portfölj i Ernest von Koerbers ministär. Av hälsoskäl nedlade han 1906 sitt mandat i böhmiska lantdagen och drog sig tillbaka till privatlivet. 
Bland Rezeks historiska arbeten märks Geschichte der Regierung Ferdinands I in Böhmen (1878), Die Geschichte Böhmens und Mährens zur Zeit Ferdinands III bis zur Beendigung des dreißigjährigen Krieges och en endast på tjeckiska utkommen översikt över Böhmens och Mährens historia i nyare tid (1892-94).

## Fotnoter
1. 1 2 3  Tjeckiska nationalbibliotekets databas, NKC-ID: jk01102389, läst: 23 november 2019.[källa från Wikidata]
2. 1 2 3 4 5 6  abART, abART person-ID: 20067, läst: 1 april 2021.[källa från Wikidata]
3. 1 2 3 4  Jindřichův Hradecs stadsbiblioteks auktoritetsdatabas, läs online, läst: 17 augusti 2024.[källa från Wikidata]
4. ↑  Archiv hl. m. Prahy, Matrika zemřelých Týnského chrámu, sign. TÝN Z10, s. 102, Sbírka matrik (på tjeckiska), läs online.[källa från Wikidata]
5. ↑  Archiv hl. m. Prahy, Matrika zemřelých u sv. Gotharda v Bubenči, sign. BBČ Z21, s. 96, Sbírka matrik (på tjeckiska), läs online.[källa från Wikidata]
6. ↑  BillionGraves, BillionGraves grav ID: 16278281.[källa från Wikidata]